# Staller (Beamter)
Der Staller ist eine aus Dänemark stammende Bezeichnung für einen Hofbeamten, dem ursprünglich die Bereitstellung der Pferde für die Reisen des Landesherren oblag, später aber auch andere Tätigkeiten nachgewiesen werden können, so als Hofmarschall oder als Kommandant. Das Hofamt wurde während der dänischen Herrschaft über England auch dort etabliert, kam jedoch nach der normannischen Eroberung dort bald wieder außer Gebrauch. Andernorts wurde die Bezeichnung bis ins 18. Jahrhundert weiterverwendet (zum Beispiel im Herzogtum Schleswig). Dort war der Staller der oberste landesherrliche Beamte, entsprechend einem Amtmann.

## Begriff
In einer anderen Deutung ist Staller eine nordfriesische Form des Wortes „Statthalter“. In England ist der Begriff seit der Herrschaft Knuts des Großen belegt (Steallare).

## Geschichte
Unter Knut dem Großen wurde das Amt auch im Danelag eingeführt. Aufgrund des unterschiedslosen Gebrauchs des Begriffs in der Quellen ist eine Beschreibung der Tätigkeiten und Verpflichtung des Amtes unklar. Die in der Regel an Earl, Bischof und Staller gerichteten Writs (geschriebene Anordnungen) weisen auf die Bedeutung des Stallers in den shires hin. Nach der Normannischen Eroberung scheint das Amt an Bedeutung verloren zu haben.
Bekannte Träger des Amtes sind:
- Æsgar, nahm Land von der Abtei Ely zu Lehen und war nach dem Domesday Book einer der größten Grundbesitzer in England während der Regierung Eduards des Bekenners
- Eadnoth, hielt zur Zeit Harolds weitreichenden Besitz im Westen von Wessex
- Ralf († vor April 1070), Bretone und Günstling Eduards des Bekenners, einer der wichtigsten Thegns, unter Wilhelm dem Eroberer zum Earl von Norfolk erhoben
- Robert Fitzwimarch, am Totenbett von Eduard dem Bekenner anwesend, auch auf dem Teppich von Bayeux abgebildet

Laut Anton Heimreichs Nordfriesischer Chronik existierte das Amt des Stallers bereits um 1350, zunächst wohl für die gesamten Uthlande. Als der dänische König Waldemar IV. Atterdag 1359 die Wiedingharde besiegte, setzte er dort Waldemar Zappy als Staller ein. Auch in den anderen Harden der Uthlande setzte er Aufsichtsbeamte ein, wobei er wohl auf die Mitglieder der führenden Geschlechter zurückgriff. Der erste namentlich erwähnte Staller von Strand, Ingmar, bekämpfte die Wogemänner, die der Eiderstedter Staller, Ove Hering, schließlich 1370 besiegte.
Anders als die von der einheimischen Bevölkerung aus ihrer Mitte gewählten Lehns- oder Ratsmänner der gemeinsamen Landschaftsversammlung war der Staller ein landesherrlicher Beamter, der vom dänischen König bzw. von 1544 bis 1713 vom Herzog von Schleswig-Holstein-Gottorf eingesetzt wurde. Im sogenannten Stallerprivileg von 1552/1571, das 1590 bestätigt wurde, sind seine Pflichten und Befugnisse festgelegt. Demnach durfte nur ein nichtadliger Einheimischer das Amt ausüben. Der Ernennung durch den Landesherrn ging dabei das Vorschlagsrecht der Landschaft voraus. Die Ratsmänner durften sechs Kandidaten präsentieren, hatten jedoch keinen Einfluss auf die Wahl des Landesherrn. Der Staller besaß die Oberaufsicht über alle kirchlichen und kommunalen Gremien und das Visitationsrecht zusammen mit dem Propst. Ihm unterstanden die Landschaftsversammlung, die Justiz und die Aufsicht über die Instandhaltung der Deiche, letzteres häufig in Konkurrenz zu Deichgrafen – oder auch in Personalunion. Unterstützt wurde er vom Landschreiber und vom Pfennigmeister.
Mit der Einführung des Preußischen Landrechts in der Provinz Schleswig-Holstein 1866 verschwand das Amt des Staller.

### Eiderstedt
Bis zur Vereinigung zur Landschaft Eiderstedt hatten die Dreilande zwei Staller, einen für Eiderstedt und einen für Everschop und Utholm. Seit 1462 gab es einen gemeinsamen Staller, wobei das Amt über mehr als 100 Jahre fast ausschließlich bei einer einheimischen Familie blieb. Der Staller residierte meist in Tönning, später in Garding.
Bedeutendster Eiderstedter Staller war seit 1578 der fürstliche Rat Caspar Hoyer, der zwischen 1591 und 1594 das nach ihm benannte Herrenhaus Hoyersworth bei Oldenswort errichten ließ. Unter seiner Verwaltung erlebte die Landschaft einen wirtschaftlichen Aufschwung und Tönning und Garding erhielten Stadtrechte. Sein Nachfolger war sein Sohn Hermann Hoyer. Seit dieser Zeit waren die Staller meist Adlige oder verdiente Hofbeamte, die von außerhalb in die Landschaft kamen wie Samuel Rachel, der 1680–1684 und 1689–1691 das Amt innehatte. Nicht selten wurden sie vom Landesherrn eingesetzt, ohne dass die Landschaft ihr Vorschlagsrecht ausüben konnte. In den Streitigkeiten zwischen Herzog und König erkaufte sich die Landschaft 1702 das Recht, einen einheimischen Staller einzusetzen. Der auf diese Weise ins Amt gelangte Ove Lorenz starb jedoch schon 1704.
1736 wurde zusätzlich zum Staller in Eiderstedt das Amt eines Oberstaller geschaffen, der in Husum residieren und gleichzeitig die Ämter Schwabstedt und Husum verwalten sollte.

### Nordstrand
Auf der Insel Strand residierte der Staller vor 1634 in Gaikebüll. Auch hier befand sich das Amt über Jahrhunderte fast ausschließlich in der Hand einer Familie. Bis ins 16. Jahrhundert waren fast alle Nachkommen des um 1350 erwähnten Ingmars. Sie besaßen Privilegien wie Steuerfreiheit, die sie dem Dienstadel gleichstellten. Bekannt ist Laurens Leve, der fast 50 Jahre lang Staller gewesen war und in die Ritterschaft aufgenommen wurde. 1495 wurde er wegen Amtsmissbrauch und unrechtmäßiger Bereicherung seines Amtes enthoben. Mit seinem Vermögen unterstützte er die Herausgabe des ersten Buchs in Schleswig-Holstein, des Missale Slesvicense des Lübecker Druckers Steffen Arndes.
Nach der Burchardiflut von 1634 verließ der letzte Staller August von Bestenbrostel († 1647) die Insel. Der Landschreiber Baltzer Novock übernahm kommissarisch die Aufgaben des Stallers. 1655 wurden Pellworm und die Halligen dem Husumer Amtmann unterstellt.
Seit dem Oktroy von 1652 war der Staller von Nordstrand kein obrigkeitlicher Beamter mehr, sondern ein Jurist, der von den Hauptpartizipanten als deren Vertreter gewählt wurde. Der Oktroynehmer Quirinus Indervelden führte das Amt des Stallers jedoch nur kommissarisch, weil ihm das obligatorische Jurastudium fehlte. Nomineller Amtsinhaber war seit 1656 sein Sohn Franziskus Indervelden, der das Amt des Oberstallers und Deichgrafen erst nach dem Tod seines Vaters offiziell übernahm. Der Enkel Quirinus Franziskus Indervelden ging 1746 in Konkurs. Nach 1760 übernahmen wieder einheimische Juristen das Amt.